# Danh sách đĩa nhạc của EXID
Danh sách đĩa nhạc của nhóm nhạc nữ Hàn Quốc EXID bao gồm một album phòng thu, ba mini album và mười ba đĩa đơn. EXID được thành lập bới Gamgak Entertainment vào năm 2011 và hiện đang dưới sự quản lý của BANANA Culture. Mini album đầu tay của nhóm Hippity Hop được phát hành vào tháng 8 năm 2012.

## Album

### Album phòng thu
| Tên                                                                                       | Thông tin album | Danh sách bài hát | Thứ hạng cao nhất | Thứ hạng cao nhất | Thứ hạng cao nhất | Doanh số      |
| Tên                                                                                       | Thông tin album | Danh sách bài hát | HQ                | NB                | TG                | Doanh số      |
| Street                                                                                    | 1st Studio Album 《STREET》 - Phát hành: 01 tháng 6 năm 2016 - Hãng đĩa: BANANA Culture, Sony Music - Định dạng: CD, tải nhạc số | Danh sách 1. Will You Take Me (데려다줄래) 2. L.I.E (엘라이) 3. I Know" (알면서) 4. Hello (Hani solo) 5. Cream 6. 3% (Solji solo) 7. Only One 8. Of Course (당연해) 9. Yum Yum Chomp Chomp (냠냠쩝쩝; Jung Hwa & Hyerin) 10. Summer, Fall, Winter, Spring (여름, 가을, 겨울, 봄) 11. Good 12. Hot Pink (Remix) 13. L.I.E (Jannabi Mix) | 2                 | 161               | 9                 | - HQ: 21,278+ |
| "—" cho biết Album không lọt vào bảng xếp hạng hoặc không được phát hành tại khu vực này. | | |                   |                   |                   |               |

### Mini album
| Tên                                                                                    | Thông tin album | Danh sách bài hát | Thứ hạng cao nhất | Thứ hạng cao nhất | Thứ hạng cao nhất | Doanh số                 |
| Tên                                                                                    | Thông tin album | Danh sách bài hát | HQ                | NB                | TG                | Doanh số                 |
| Hippity Hop                                                                            | 1st Mini Album 《Hippity Hop》 - Phát hành: 13 tháng 8 năm 2012 - Hãng đĩa: AB Entertainment, LOEN Entertainment - Định dạng: CD, tải nhạc số | Danh sách 1. Better Together (하나 보단 둘) 2. I Feel Good 3. Phonecall (전화벨) 4. Think About 5. Whoz That Girl (Part 2) 6. I Feel Good (R.Tee Remix)                          | 13                | —                 | —                 | - HQ: 1.600+             |
| Ah Yeah                                                                                | 2nd Mini Album 《Ah Yeah》 - Phát hành: 13 tháng 4 năm 2015 - Hãng đĩa: Yedang Entertainment, Sony Music - Định dạng: CD, tải nhạc số         | Danh sách 1. Ah Yeah (아예) 2. Thrilling (아슬해) 3. Pat Pat (토닥토닥) 4. With Out U 5. 1M 6. Up & Down (위아래) 7. Every Night (Version 2) (매일 밤) 8. Ah Yeah (Instrumental) | 5                 | 272               | 12                | - HQ: 22,540 - NB: 7,000 |
| Eclipse                                                                                | 3rd Mini Album 《Eclipse》 - Phát hành: 10 tháng 4 năm 2017 - Hãng đĩa: Banana Culture, Sony Music - Định dạng: CD, tải nhạc số               | Danh sách 1. Boy 2. Night Rather Than Day (낮보다는 밤) 3. How Why 4. Milk (우유; Hani Solo) 5. Velvet 6. Night Rather Than Day inst. (낮보다는 밤)                              | 5                 | —                 | 4                 | - KOR: 14,340            |
| Full Moon                                                                              | 4th Mini Album 《Full Moon》 - Phát hành: 7 tháng 11 năm 2017 - Hãng đĩa: Banana Culture, Sony Music - Định dạng: CD, tải nhạc số             | Danh sách 1. 덜덜덜 2. To Good To Me 3. 꿈에 (Solji Solo) 4. ALICE (Feat. PINKMOON; Jeonghwa Solo) 5. Weeknd (LE X Hani) 6. 서툰 이별 (Hyelin Solo)                              | 7                 | _                 | 6                 |                          |
| "—" cho biết EP không lọt vào bảng xếp hạng hoặc không được phát hành tại khu vực này. | | |                   |                   |                   |                          |

## Đĩa đơn
| Năm                                                                                         | Tên bài hát             | Thứ hạng cao nhất | Thứ hạng cao nhất | Thứ hạng cao nhất | Doanh số (tải về kỹ thuật số) | Album                             |
| Năm                                                                                         | Tên bài hát             | HQ                | TG                | TQ Billboard      | Doanh số (tải về kỹ thuật số) | Album                             |
| Tiếng Hàn                                                                                   |                         |                   |                   |                   |                               |                                   |
| 2012                                                                                        | "Whoz That Girl"        | 36                | —                 | —                 | - HQ: 840.000+                | Holla (Đĩa đơn kỹ thuật số)       |
| 2012                                                                                        | "I Feel Good"           | 56                | —                 | —                 | - HQ: 110.000+                | Hippity Hop                       |
| 2012                                                                                        | "Every Night"           | 43                | —                 | —                 | - HQ: 162.000+                | Every Night (Đĩa đơn kỹ thuật số) |
| 2014                                                                                        | "Up & Down"             | 1                 | 1                 | —                 | - HQ: 1.516.930+              | Ah Yeah                           |
| 2015                                                                                        | "Ah Yeah"               | 2                 | 6                 | —                 | - HQ: 1.057.024+              | Ah Yeah                           |
| 2015                                                                                        | "Hot Pink"              | 4                 | 9                 | —                 | - HQ: 900.000+                | Đĩa đơn không nằm trong album     |
| 2016                                                                                        | "L.I.E"                 | 4                 | 16                | —                 | - HQ: 548.804+                | Street                            |
| 2017                                                                                        | "Night Rather Than Day" | 9                 | —                 | —                 | - KOR: 252,700+               | Eclipse                           |
| 2017                                                                                        | Tiếng Trung             |                   |                   |                   |                               |                                   |
| 2016                                                                                        | "Cream"                 | —                 | —                 | 6                 | —                             | Đĩa đơn không nằm trong album     |
| 2017                                                                                        | "Up & Down"             | —                 | —                 | 4                 | —                             | Đĩa đơn không nằm trong album     |
| "—" cho biết bài hát không lọt vào bảng xếp hạng hoặc không được phát hành tại khu vực này. |                         |                   |                   |                   |                               |                                   |

### Nhóm nhỏ
EXID có một nhóm nhỏ mang tên Dasoni gồm hai thành viên Hani và Solji được thành lập vào năm 2013, và đổi tên thành SoljiHani vào năm 2016. Nhóm nhỏ đã cho phát hành 2 đĩa đơn dưới tên Dasoni và 1 đĩa đơn dưới tên SoljiHani.
| Năm                                                                                         | Tên bài hát                     | Thứ hạng cao nhất | Thứ hạng cao nhất | Doanh số (tải về kỹ thuật số) | Album                                   |
| Năm                                                                                         | Tên bài hát                     | HQ                | TG                | Doanh số (tải về kỹ thuật số) | Album                                   |
| 2013                                                                                        | "Good Bye"                      | 71                | —                 | - HQ: 64.000+                 | Good Bye (Đĩa đơn kỹ thuật số)          |
| 2013                                                                                        | "Said So Often" (Stage version) | 188               | —                 | —                             | Stage of the 70's (Đĩa đơn kỹ thuật số) |
| 2016                                                                                        | "Only One"                      | 11                | —                 | - HQ: 157.554+                | Only One (Đĩa đơn kỹ thuật số)          |
| "—" cho biết bài hát không lọt vào bảng xếp hạng hoặc không được phát hành tại khu vực này. |                                 |                   |                   |                               |                                         |

## Các bài hát khác
| Năm                                                                                         | Tên bài hát                    | Thứ hạng cao nhất | Doanh số (tải về kỹ thuật số) | Album   |
| Năm                                                                                         | Tên bài hát                    | HQ                | Doanh số (tải về kỹ thuật số) | Album   |
| 2015                                                                                        | "Thrilling"                    | 52                | - HQ: 38.000+                 | Ah Yeah |
| 2015                                                                                        | "With Out U"                   | 100               | - HQ: 21.000+                 | Ah Yeah |
| 2016                                                                                        | "Will You Take Me?"            | 67                | - HQ: 51,341+                 | Street  |
| 2016                                                                                        | "3%"                           | 179               | - HQ: 15,969+                 | Street  |
| 2016                                                                                        | "Hello"                        | 199               | - HQ: 14,721+                 | Street  |
| 2016                                                                                        | "I Know"                       | 213               | - HQ: 13,154+                 | Street  |
| 2016                                                                                        | "Cream"                        | 288               | - HQ: 10,485+                 | Street  |
| 2016                                                                                        | "Summer, Fall, Winter, Spring" | 320               | - HQ: 9,553+                  | Street  |
| 2016                                                                                        | "Of Course"                    | 333               | - HQ: 9,246+                  | Street  |
| 2016                                                                                        | "Only One" (5 thành viên)      | 337               | - HQ: 9,134+                  | Street  |
| 2016                                                                                        | "Good"                         | 351               | - HQ: 8,967+                  | Street  |
| 2016                                                                                        | "Are You Hungry?"              | 361               | - HQ: 8,467+                  | Street  |
| "—" cho biết bài hát không lọt vào bảng xếp hạng hoặc không được phát hành tại khu vực này. |                                |                   |                               |         |

## Nhạc phim
| Năm                                                                                         | Tên bài hát      | Thứ hạng cao nhất | Doanh số (tải về kỹ thuật số) | Album                           |
| Năm                                                                                         | Tên bài hát      | HQ                | Doanh số (tải về kỹ thuật số) | Album                           |
| 2012                                                                                        | "Hey Boy"        | —                 | —                             | The Thousandth Man OST          |
| 2013                                                                                        | "Up & Down"      | 53                | - HQ: 51.000+                 | Incarnation of Money OST Part 2 |
| 2015                                                                                        | "Feel The Light" | —                 | —                             | Home OST                        |
| "—" cho biết bài hát không lọt vào bảng xếp hạng hoặc không được phát hành tại khu vực này. |                  |                   |                               |                                 |

## Đĩa đơn cộng tác
| Năm                                                                                         | Tên                          | Thứ hạng cao nhất | Doanh số (tải về kỹ thuật số) | Album                         |
| Năm                                                                                         | Tên                          | HQ Gaon           | Doanh số (tải về kỹ thuật số) | Album                         |
| 2015                                                                                        | "Gap" (Hani và Ken của VIXX) | 25                | - HQ (DL): 92,982+            | Đĩa đơn không nằm trong album |
| "—" cho biết bài hát không lọt vào bảng xếp hạng hoặc không được phát hành tại khu vực này. |                              |                   |                               |                               |

## Video âm nhạc
| Bài hát                                    | Năm  | Đạo diễn                  | Chú thích |
| "Whoz That Girl"                           | 2012 | Hong Won-ki               | [ 28 ]    |
| "I Feel Good"                              | 2012 | Hong Won-ki               | [ 29 ]    |
| "I Feel Good (R.Tee Remix)"                | 2012 | Joo Tae-woong             | [ 30 ]    |
| "Every Night"                              | 2012 | Song Won-young            | [ 31 ]    |
| "Goodbye" (Dasoni)                         | 2013 | Không biết                |           |
| "Up & Down"                                | 2014 | Digipedi                  | [ 32 ]    |
| "Up & Down" (Phiên bản đặc biệt cho LG U+) | 2015 | Eun You Kim               | [ 33 ]    |
| "Ah Yeah"                                  | 2015 | Naive Creative Production | [ 34 ]    |
| "Feel The Light" (Solji & Hani)            | 2015 | Không biết                |           |
| "Hot Pink"                                 | 2015 | Digipedi                  | [ 35 ]    |
| "Only One" (SoljiHani)                     | 2016 | Không biết                |           |
| "L.I.E"                                    | 2016 | Kim Se-hui                | [ 36 ]    |
| "L.I.E" (Dance version)                    | 2016 | Lee Ki-baek               | [ 37 ]    |
| "Cream" (Chinese Version)                  | 2016 | Không biết                | [ 38 ]    |
| "Up & Down" (Chinese Version)              | 2017 | Không biết                |           |
| "Night Rather Than Day"                    | 2017 | Lee Ki-baek               |           |